# Adolfo Federico di Svezia
Adolfo Federico di Svezia (Gottorp, 14 maggio 1710 – Stoccolma, 12 febbraio 1771) fu re di Svezia dal 1751 fino alla sua morte.
Primo re di Svezia della casata degli Holstein-Gottorp, Adolfo Federico fu un monarca debole, posto sul trono per linea di successione con il consenso del parlamento sperando che sarebbe stato in grado di riconquistare le province baltiche perse dai suoi predecessori. A parte i tentativi svolti in questo senso, egli supportò la fazione favorevole all'assolutismo, per poi rimanere però una figura meramente costituzionale sino alla propria morte. Il suo regno, però, venne contraddistinto da una grande e duratura pace interna, anche se le finanze non diedero i risultati sperati nell'ottica del mercantilismo, venendo invece surclassate dal liberalismo che riuscì a esprimersi con la concessione della libertà di stampa che rappresentò un unicum per l'epoca, ancora di più in uno Stato luterano come la Svezia.

## Biografia

### I primi anni e il vescovato di Lubecca
Il padre era Cristiano Augusto di Holstein-Gottorp, vescovo luterano di Lubecca e amministratore, durante la Grande guerra del Nord, dei ducati di Holstein e Gottorp in vece del nipote Carlo Federico; la madre era Albertina Federica di Baden-Durlach. Da parte di madre, Adolfo Federico discendeva dal re Gustavo I di Svezia, e da una sorella di Carlo X Gustavo di Svezia, Cristina Maddalena. Da ambo i genitori, egli era discendente della casata di Holstein-Gottorp che vantava tra i propri antenati soprattutto del periodo medievale molte parentele con la nobiltà scandinava. Adolfo Federico, per tredici generazioni, era anche discendente di Erik V di Danimarca e di Sofia di Danimarca e Valdemaro I di Svezia, oltre che discendere per undici generazioni da Eufemia di Svezia, duchessa di Meclemburgo, e di suo marito il duca Alberto.
Dal 1727 al 1750 Adolfo Federico succedette al padre come vescovo di Lubecca e amministratore dei ducati di Holstein e Kiel, e dopo la morte del cugino Carlo Federico, si occupò anche dell'educazione del figlio orfano di lui, il duca Carlo Pietro Ulrico, futuro Pietro III di Russia.

### Re di Svezia

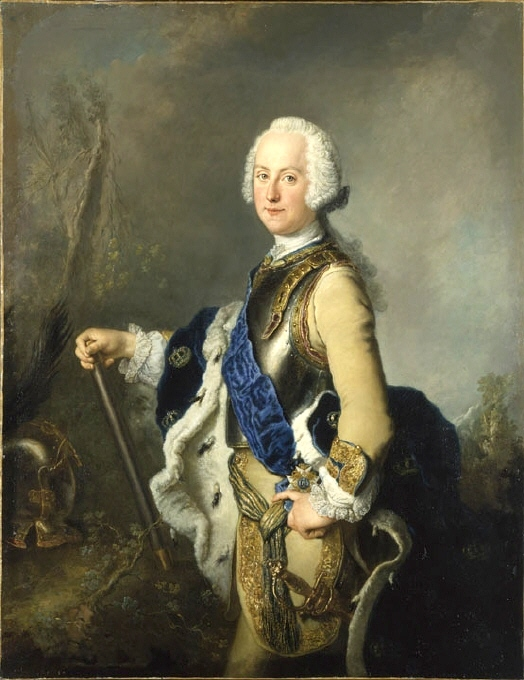
Adolfo Federico di Svezia

Nel 1743 Adolfo Federico venne eletto erede al trono di Svezia dal partito Hat in modo da poter ottenere migliori condizioni nella Pace di Turku dall'imperatrice Elisabetta di Russia, che aveva adottato il nipote di Adolfo Federico rendendolo erede.
Durante il regno (1751 - 1771) Adolfo Federico fu più che altro un simbolo dello Stato, perché il potere detenuto dal Parlamento era messo in secondo piano dalle lotte interne ai partiti. Per due volte il re si sforzò di liberarsi dall'intollerabile tutela delle proprietà. La prima occasione fu nel 1755 quando, spinto dalla consorte Luisa Ulrica di Prussia (1720 - 1782), sorella di Federico il Grande, provò a riconquistare parte dei vecchi privilegi, ma non ci riuscì, rischiando di dover perdere il trono. Nella seconda occasione, sotto la guida del figlio maggiore, il principe Gustavo, poi Gustavo III di Svezia, riuscì a rovesciare il Senato tiranno, ma non riuscì a usare la vittoria a suo favore.
Nel 1753 Adolfo Federico fu iniziato in Massoneria.
Il re morì per problemi di digestione il 12 febbraio 1771, dopo avere consumato un lauto pasto a base di aragoste, caviale, crauti, aringhe affumicate e champagne, coronato da quattordici portate del suo dolce preferito, il semla. È per questo ricordato dagli storici svedesi come "il re che ha mangiato fino alla morte".

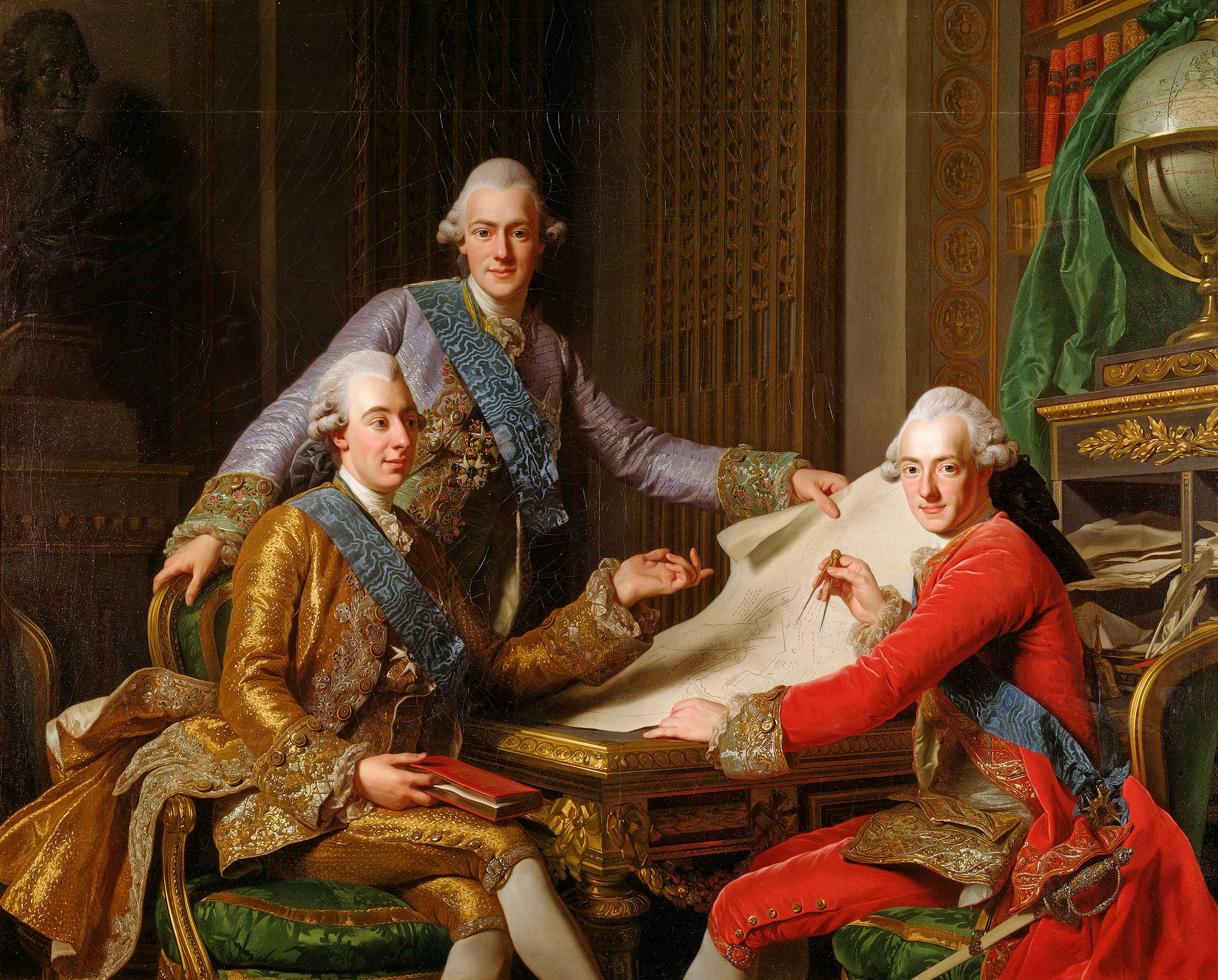
I tre figli di Adolfo Federico: Gustavo III, il principe Federico Adolfo e Carlo XIII. Ritratto di Alexander Roslin.

Venne considerato, sia in vita sia dopo la morte, dipendente dagli altri, un debole sovrano che mancava di ogni talento. Tuttavia, era comunque un buon marito, un padre amorevole e un padrone gentile verso i suoi servitori: la sua ospitalità e l'affabilità furono ricordate da molti alla sua morte.

## Discendenza
Dal matrimonio con Luisa Ulrica di Prussia (che fu celebrato il 18 agosto 1744), Adolfo Federico ebbe i seguenti figli:
- Un figlio morto appena nato (1745);
- Gustavo III (1746 - 1792);
- Carlo XIII (1748 - 1818);
- Federico Adolfo (1750 - 1803);
- Sofia Albertina (1753 - 1829), Badessa di Quedlinburg.

## Ascendenza
|                                       |                              |                                                        | Genitori                                              |  |  | Nonni |  |  | Bisnonni                         |  |  | Trisnonni                           |  |
|                                       |                              |                                                        |                                                       |  |  |       |  |  | Federico III di Holstein-Gottorp |  |  | Giovanni Adolfo di Holstein-Gottorp |  |
|                                       |                              |                                                        |                                                       |  |  |       |  |  | Federico III di Holstein-Gottorp |  |  | Giovanni Adolfo di Holstein-Gottorp |  |
|                                       |                              | Augusta di Danimarca                                   |                                                       |  |  |       |  |  | Federico III di Holstein-Gottorp |  |  |                                     |  |
| Cristiano Alberto di Holstein-Gottorp |                              |                                                        |                                                       |  |  |       |  |  | Federico III di Holstein-Gottorp |  |  |                                     |  |
|                                       |                              | Maria Elisabetta di Sassonia                           | Giovanni Giorgio I di Sassonia                        |  |  |       |  |  |                                  |  |  |                                     |  |
|                                       |                              | Maria Elisabetta di Sassonia                           | Giovanni Giorgio I di Sassonia                        |  |  |       |  |  |                                  |  |  |                                     |  |
|                                       |                              | Maria Elisabetta di Sassonia                           | Maddalena Sibilla di Hohenzollern                     |  |  |       |  |  |                                  |  |  |                                     |  |
| Cristiano Augusto di Holstein-Gottorp |                              | Maria Elisabetta di Sassonia                           |                                                       |  |  |       |  |  |                                  |  |  |                                     |  |
|                                       |                              | Federico III di Danimarca                              | Cristiano IV di Danimarca                             |  |  |       |  |  |                                  |  |  |                                     |  |
|                                       |                              | Federico III di Danimarca                              | Cristiano IV di Danimarca                             |  |  |       |  |  |                                  |  |  |                                     |  |
|                                       |                              | Federico III di Danimarca                              | Anna Caterina del Brandeburgo                         |  |  |       |  |  |                                  |  |  |                                     |  |
| Federica Amalia di Danimarca          |                              | Federico III di Danimarca                              |                                                       |  |  |       |  |  |                                  |  |  |                                     |  |
|                                       |                              | Sofia Amelia di Brunswick e Lüneburg                   | Giorgio di Brunswick-Lüneburg                         |  |  |       |  |  |                                  |  |  |                                     |  |
|                                       |                              | Sofia Amelia di Brunswick e Lüneburg                   | Giorgio di Brunswick-Lüneburg                         |  |  |       |  |  |                                  |  |  |                                     |  |
|                                       |                              | Sofia Amelia di Brunswick e Lüneburg                   | Anna Eleonora di Assia-Darmstadt                      |  |  |       |  |  |                                  |  |  |                                     |  |
| Adolfo Federico di Svezia             |                              | Sofia Amelia di Brunswick e Lüneburg                   |                                                       |  |  |       |  |  |                                  |  |  |                                     |  |
|                                       | Federico VI di Baden-Durlach | Federico V di Baden-Durlach                            |                                                       |  |  |       |  |  |                                  |  |  |                                     |  |
|                                       | Federico VI di Baden-Durlach | Federico V di Baden-Durlach                            |                                                       |  |  |       |  |  |                                  |  |  |                                     |  |
|                                       | Federico VI di Baden-Durlach | Barbara di Württemberg                                 |                                                       |  |  |       |  |  |                                  |  |  |                                     |  |
| Federico VII di Baden-Durlach         | Federico VI di Baden-Durlach |                                                        |                                                       |  |  |       |  |  |                                  |  |  |                                     |  |
|                                       |                              | Cristina Maddalena del Palatinato-Zweibrücken-Kleeburg | Giovanni Casimiro del Palatinato-Zweibrücken-Kleeburg |  |  |       |  |  |                                  |  |  |                                     |  |
|                                       |                              | Cristina Maddalena del Palatinato-Zweibrücken-Kleeburg | Giovanni Casimiro del Palatinato-Zweibrücken-Kleeburg |  |  |       |  |  |                                  |  |  |                                     |  |
|                                       |                              | Cristina Maddalena del Palatinato-Zweibrücken-Kleeburg | Caterina di Svezia                                    |  |  |       |  |  |                                  |  |  |                                     |  |
| Albertina Federica di Baden-Durlach   |                              | Cristina Maddalena del Palatinato-Zweibrücken-Kleeburg |                                                       |  |  |       |  |  |                                  |  |  |                                     |  |
|                                       |                              | Federico III di Holstein-Gottorp                       | Giovanni Adolfo di Holstein-Gottorp                   |  |  |       |  |  |                                  |  |  |                                     |  |
|                                       |                              | Federico III di Holstein-Gottorp                       | Giovanni Adolfo di Holstein-Gottorp                   |  |  |       |  |  |                                  |  |  |                                     |  |
|                                       |                              | Federico III di Holstein-Gottorp                       | Augusta di Danimarca                                  |  |  |       |  |  |                                  |  |  |                                     |  |
| Augusta Maria di Holstein-Gottorp     |                              | Federico III di Holstein-Gottorp                       |                                                       |  |  |       |  |  |                                  |  |  |                                     |  |
|                                       |                              | Maria Elisabetta di Sassonia                           | Giovanni Giorgio I di Sassonia                        |  |  |       |  |  |                                  |  |  |                                     |  |
|                                       |                              | Maria Elisabetta di Sassonia                           | Giovanni Giorgio I di Sassonia                        |  |  |       |  |  |                                  |  |  |                                     |  |
|                                       |                              | Maria Elisabetta di Sassonia                           | Maddalena Sibilla di Hohenzollern                     |  |  |       |  |  |                                  |  |  |                                     |  |
|                                       |                              | Maria Elisabetta di Sassonia                           |                                                       |  |  |       |  |  |                                  |  |  |                                     |  |